# 長島恭助
長島恭助（ながしま　きょうすけ、1901年(明治34年)9月17日 - 1992年(平成4年)9月22日）は、日本の銀行家、社会福祉活動家、古美術品愛好家。さいたま市名誉市民。

## 経歴
埼玉県大里郡吉見村（のちの大里村、現・熊谷市）小八ッ林の豪農で、のちに吉見村長を務めた長島甚助、せい夫妻の長男として生まれる。
吉見尋常小学校（現・熊谷市立吉見小学校）、吹上尋常小学校高等科、旧制熊谷中学校（現・埼玉県立熊谷高等学校）、山口高等商業学校（現・山口大学）を経て、1923年（大正12年）に渋沢栄一が設立に深く関与し、その甥が頭取を務める武州銀行に入行。
1943年（昭和18年）7月の八十五銀行、忍商業銀行、飯能銀行との合併による埼玉銀行の発足と同時に本店営業部長に就任した。

## 人物
埼玉銀行代表取締役頭取を退任後、会長と協和埼玉銀行（のちのあさひ銀行、現・埼玉りそな銀行）相談役、浦和商工会議所会頭を歴任。埼玉県経済界に多大な影響を及ぼす。
その一方で、各種団体の要職に就き、文化、スポーツ、教育、福祉などの伸展に寄与した。中でも、故郷である大里郡大里村の学校への『長島文庫』と呼ばれる大量の図書の寄付など、青少年の教育への貢献は顕著であった。
晩年は余生を大里村大字小八ッ林の生家で過ごした。図書館建設費用の一部として1億円を大里村に寄付し、村は長島に学校教育と社会教育の向上に対しての貢献から、名誉村民の称号を付与した。

## 没後
1993年（平成5年）、長島の遺族が財団法人長島記念財団を創設した。長島の遺志である育英事業を展開する傍ら、1994年（平成6年）には、『長島記念館』をオープンさせた。
2012年（平成24年）、長島記念財団は公益財団法人に認定された。

### 長島記念館
生家の蔵を改築し、長島が生前、展観を目的として収集していた絵画や刀剣などの美術品、書やプロ野球選手のサインボール・色紙などを展示している。
- 所在地：埼玉県熊谷市小八林1022番地
  - 埼玉県道66号行田東松山線 大芦橋近く
  - 熊谷駅南口から、熊谷市ゆうゆうバス ひまわり号で終点下車